# Centar za ekonomsku povijest Zavoda za hrvatsku povijest Filozofskog fakulteta u Zagrebu
Centar za ekonomsku i socijalnu povijest je, kao ustrojbena jedinica Zavoda za hrvatsku povijest Odsjeka za povijest Filozofskog fakulteta u Zagrebu, utemeljen 12. travnja 2002. godine na Filozofskom fakultetu. Voditeljica je prof. dr. sc. Mira Kolar-Dimitrijević
zamjenici voditeljice su dr.sc. Štefanija Popović i mr. sc. Ivica Šute.